# São Carlos Clube
O São Carlos Clube é um clube social, recreativo e esportivo com sede na cidade de São Carlos, no estado de São Paulo. Foi fundado em 9 de janeiro de 1944 e tem como origem a fusão entre São Carlos Tênis Clube e Clube Comercial.
No ano de 1951, incorporou o Paulista Esporte Clube e tornou a área daquela instituição a sua sede de campo. Até então, contava apenas com o tênis de campo como modalidade esportiva. Mais tarde, o basquetebol se tornou a principal modalidade praticada no clube ao vencer Jogos Regionais e quebrar a invencibilidade de 107 partidas do Corinthians, em 1952.
No futebol profissional, o São Carlos ingressou em 1965, após a extinção do Bandeirantes, e no ano seguinte subiu para a segunda divisão. Deixou o futebol profissional em 1970.